# Г
Slovo Г (latinica: G) četvrto je slovo ćirilične abecede. Najčešće predstavlja zvučni velarni ploziv /g/ ili zvučni glotalni frikativ /ɦ/.
| tiskano | pisano |
| ------- | ------ |
| Г г     | Г г    |